# Balázs Adolf
Balázs Adolf (Budapest, 5 de septiembre de 1999) es un deportista húngaro que compite en piragüismo en la modalidad de aguas tranquilas.
Ganó seis medallas en el Campeonato Mundial de Piragüismo entre los años 2019 y 2024, y tres medallas en el Campeonato Europeo de Piragüismo, en los años 2022 y 2024.

## Palmarés internacional
| Campeonato Mundial | Campeonato Mundial      | Campeonato Mundial | Campeonato Mundial |
| Año                | Lugar                   | Medalla            | Competición        |
| ------------------ | ----------------------- | ------------------ | ------------------ |
| 2019               | Szeged (Hungría)        | Medalla de plata   | C1 5000 m          |
| 2021               | Copenhague (Dinamarca)  | Medalla de oro     | C1 5000 m          |
| 2021               | Copenhague (Dinamarca)  | Medalla de bronce  | C1 1000 m          |
| 2023               | Duisburgo (Alemania)    | Medalla de oro     | C1 5000 m          |
| 2024               | Samarcanda (Uzbekistán) | Medalla de plata   | C2 1000 m          |
| 2024               | Samarcanda (Uzbekistán) | Medalla de bronce  | C1 5000 m          |
| Campeonato Europeo |                         |                    |                    |
| Año                | Lugar                   | Medalla            | Competición        |
| 2022               | Múnich (Alemania)       | Medalla de plata   | C1 5000 m          |
| 2022               | Múnich (Alemania)       | Medalla de bronce  | C2 1000 m          |
| 2024               | Szeged (Hungría)        | Medalla de oro     | C1 5000 m          |